# 阿部巧
阿部 巧（あべ たくみ、1991年5月26日 - ）は、東京都大田区出身の元サッカー選手、サッカー指導者。ポジションはディフェンダー（左サイドバック）、ミッドフィールダー（左ウイングバック）。

## 経歴
大田区立矢口東小学校1年生（6歳）の時にサッカーを始める。同6年次に東京U-12に選出される。その後、FC東京と横浜FMのU-15チームのセレクションを受けたのち、FC東京U-15深川への入団を決める。2007年にFC東京U-18に昇格。それまではFWやトップ下など攻撃的な位置でプレーしていたが、U-18昇格後は倉又寿雄監督により左サイドバック（SB）へとコンバートされた。U-18での1年目からトップのサテライトリーグに抜擢され出場し、その試合後にトップチーム監督（当時）の原博実が「今日はユースの子（阿部）が一番良かったね」と述べるなど、そのプレー振りが高く評価された。2009年秋、U-18の同期である重松健太郎、平出涼とともに翌年からのFC東京トップチーム昇格が発表された。
2010年5月22日のナビスコカップ第3節新潟戦で初のベンチ入りをするも、出場機会を得ることはできず、同年7月より横浜FCへ期限付き移籍。横浜では左SBのレギュラーに定着した。岸野靖之監督からは長所として積極性と運動量、短所としてヘディングの競り方を挙げられた。期限付き移籍期間満了のため、同年限りで横浜FCを退団した。
2011年はFC東京へ復帰。シーズン序盤は左足からのクロスを武器に 左SBのレギュラーとして奮闘したが、平山相太・高松大樹といった長身FWの離脱による戦術変更 を機に控えに追いやられた。
2012年、再び横浜FCへ期限付き移籍。長距離を走り抜く力を高く評価され、リーグ戦での出場時間はチーム内で最長を記録した。
2013年、FC東京に復帰。太田宏介らとのポジション争いに臨むも 公式戦の出場はなく、同年8月より複数受けたオファーの中から松本山雅FCへ完全移籍。3バックを採用する松本では 左ウイングバック（WB）として出場を続け、運動量と攻撃力でサイドを活性化させた。
2014年、アビスパ福岡へ完全移籍。同年入籍。チーム屈指の体力で 4バック時には左SB、3バック時には左WBとしてサイドでの上下動を続けた。
2017年、ザスパクサツ群馬へ完全移籍。2018年シーズン終了後、契約満了により退団。
2019年、SC相模原へ完全移籍。
2020年、栃木シティFCへ完全移籍。同年シーズン、関東サッカーリーグ1部ベストイレブンに選出される活躍を見せた。
2022年11月22日、現役引退を発表。
2022年12月16日、栃木シティFCのトップチーム強化担当およびU-25コーチ就任が発表された。
2025年1月17日、栃木シティFCのフットボール事業本部 強化部課長兼アカデミーダイレクターに就任した。

## 人物
ザスパクサツ群馬へ移籍後、クラブ発行のマッチデープログラム内インタビューで、ブラックコーヒーが飲めるようになったことと、タイピングの練習を始めたことを告白している。

## 所属クラブ
ユース経歴
- 1998年 - 2003年 徳持FC (大田区立矢口東小学校)[1]
- 2004年 - 2006年 FC東京U-15深川 (大田区立蓮沼中学校)[1]
- 2007年 - 2009年 FC東京U-18 (日出高等学校)[1]

プロ経歴
- 2010年 - 2013年8月  FC東京
  - 2010年7月 - 同年12月  横浜FC (期限付き移籍)
  - 2012年  横浜FC (期限付き移籍)
- 2013年8月 - 同年12月  松本山雅FC
- 2014年 - 2016年  アビスパ福岡
- 2017年 - 2018年  ザスパクサツ群馬
- 2019年  SC相模原
- 2020年 - 2022年  栃木シティFC

## 個人成績
| 国内大会個人成績 | 国内大会個人成績 | 国内大会個人成績 | 国内大会個人成績 | 国内大会個人成績 | 国内大会個人成績 | 国内大会個人成績 | 国内大会個人成績 | 国内大会個人成績 | 国内大会個人成績 | 国内大会個人成績 | 国内大会個人成績 |
| 年度             | クラブ           | 背番号           | リーグ           | リーグ戦         | リーグ戦         | リーグ杯         | リーグ杯         | オープン杯       | オープン杯       | 期間通算         | 期間通算         |
| 年度             | クラブ           | 背番号           | リーグ           | 出場             | 得点             | 出場             | 得点             | 出場             | 得点             | 出場             | 得点             |
| 日本             | 日本             | 日本             | 日本             | リーグ戦         | リーグ戦         | リーグ杯         | リーグ杯         | 天皇杯           | 天皇杯           | 期間通算         | 期間通算         |
| ---------------- | ---------------- | ---------------- | ---------------- | ---------------- | ---------------- | ---------------- | ---------------- | ---------------- | ---------------- | ---------------- | ---------------- |
| 2010             | FC東京           | 26               | J1               | 0                | 0                | 0                | 0                | -                | -                | 0                | 0                |
| 2010             | 横浜FC           | 26               | J2               | 16               | 1                | -                | -                | 1                | 0                | 17               | 1                |
| 2011             | FC東京           | 26               | J2               | 8                | 0                | -                | -                | 0                | 0                | 8                | 0                |
| 2012             | 横浜FC           | 2                | J2               | 39               | 1                | -                | -                | 1                | 0                | 40               | 1                |
| 2013             | FC東京           | 26               | J1               | 0                | 0                | 0                | 0                | -                | -                | 0                | 0                |
| 2013             | 松本             | 49               | J2               | 9                | 0                | -                | -                | 2                | 0                | 11               | 0                |
| 2014             | 福岡             | 3                | J2               | 34               | 0                | -                | -                | 1                | 0                | 35               | 0                |
| 2015             | 福岡             | 3                | J2               | 21               | 1                | -                | -                | 2                | 0                | 23               | 1                |
| 2016             | 福岡             | 3                | J1               | 1                | 0                | 3                | 0                | 2                | 0                | 6                | 0                |
| 2017             | 群馬             | 5                | J2               | 35               | 0                | -                | -                | 1                | 0                | 36               | 0                |
| 2018             | 群馬             | 5                | J3               | 21               | 1                | -                | -                | 2                | 0                | 23               | 1                |
| 2019             | 相模原           | 24               | J3               | 20               | 0                | -                | -                | -                | -                | 20               | 0                |
| 2020             | 栃木C            | 33               | 関東1部          | 9                | 0                | -                | -                | 1                | 0                | 10               | 0                |
| 2021             | 栃木C            | 33               | 関東1部          | 22               | 1                | -                | -                | 1                | 0                | 23               | 1                |
| 2022             | 栃木C            | 33               | 関東1部          | 12               | 2                | -                | -                | -                | -                | 12               | 2                |
| 通算             | 日本             | 日本             | J1               | 1                | 0                | 3                | 0                | 2                | 0                | 6                | 0                |
| 通算             | 日本             | 日本             | J2               | 162              | 3                | -                | -                | 8                | 0                | 170              | 3                |
| 通算             | 日本             | 日本             | J3               | 41               | 1                | -                | -                | 2                | 0                | 43               | 1                |
| 通算             | 日本             | 日本             | 関東1部          | 43               | 3                | -                | -                | 2                | 0                | 45               | 3                |
| 総通算           | 総通算           | 総通算           | 総通算           | 247              | 7                | 3                | 0                | 14               | 0                | 264              | 7                |

その他の公式戦
- 2012年
  - J1昇格プレーオフ 1試合0得点
- Jリーグ初出場・初得点 - 2010年7月17日 J2第18節 vs柏レイソル (ニッパツ三ツ沢球技場)

## タイトル
東京都選抜
- 国民体育大会サッカー競技 (2007年[1])

FC東京U-18
- Jリーグユース選手権大会 (2007年[1]、2009年[16])
- 高円宮杯U-18サッカーリーグ プリンスリーグ関東 (2008年、2009年)
- 日本クラブユースサッカー選手権 (U-18)大会 (2008年[1])

FC東京
- Jリーグ ディビジョン2 (2011年[16])
- 天皇杯全日本サッカー選手権大会 (2011年[16])

世代別日本代表
- 国際ユースサッカー in 新潟 (2008年)
- SBSカップ (2009年、2010年)

## 代表・選抜歴
- 2005年 JFAエリートプログラムU-14日本選抜 - フランコ・ガッリーニ国際トーナメント
- 2006年 東京都選抜
- 2007年 東京都選抜 - 秋田国体 (優勝)
- 2008年 U-17日本代表 - コパ・チーバス、国際ユースサッカー in 新潟 (優勝)
- 2009年 U-18日本代表 - コパ・チーバス、SBSカップ (優勝)、AFC U-19選手権予選
- 2010年 U-19日本代表 - ダラスカップ (グループリーグ敗退)、ミルクカップ (5位)、SBSカップ (優勝)、AFC U-19選手権2010 (ベスト8)
- 2011年 U-22日本代表候補 - ロンドンオリンピックアジア最終予選予備登録[32]

## 指導歴
- 2023年 - 栃木シティFC
  - 2023年 - 2024年：強化担当 ・U-25コーチ
  - 2025年 - ：強化部課長およびアカデミーダイレクター

- 2025年 - 栃木県（青年男子）
  - 監督　2025年 [33]